# Gibson (Tennessee)
Gibson és una població dels Estats Units a l'estat de Tennessee. Segons el cens del 2000 tenia 305 habitants.

## Demografia
Segons el cens del 2000, Gibson tenia 305 habitants, 114 habitatges, i 84 famílies. La densitat de població era de 218,1 habitants/km².
Dels 114 habitatges en un 36,8% hi vivien nens de menys de 18 anys, en un 61,4% hi vivien parelles casades, en un 10,5% dones solteres, i en un 26,3% no eren unitats familiars. En el 16,7% dels habitatges hi vivien persones soles el 7% de les quals corresponia a persones de 65 anys o més que vivien soles. El nombre mitjà de persones vivint en cada habitatge era de 2,68 i el nombre mitjà de persones que vivien en cada família era de 3,07.
Per edats la població es repartia de la següent manera: un 27,2% tenia menys de 18 anys, un 9,8% entre 18 i 24, un 31,8% entre 25 i 44, un 21% de 45 a 60 i un 10,2% 65 anys o més.
L'edat mediana era de 34 anys. Per cada 100 dones de 18 o més anys hi havia 88,1 homes.
La renda mediana per habitatge era de 34.792 $ i la renda mediana per família de 35.000 $. Els homes tenien una renda mediana de 36.250 $ mentre que les dones 26.250 $. La renda per capita de la població era d'11.966 $. Entorn del 13,6% de les famílies i l'11,9% de la població estaven per davall del llindar de pobresa.

## Poblacions més properes
El següent diagrama mostra les poblacions més properes.